# Izabella Elżbieta Działyńska

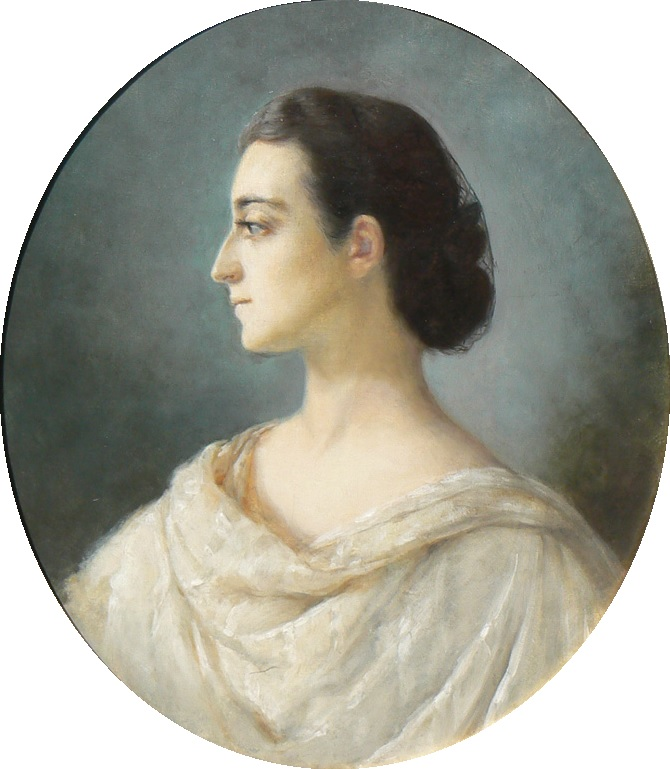
Porträt von Matylda Meleniewska

Izabella Elżbieta Działyńska (* 14. Dezember 1830 in Warschau; † 18. März 1899 in Menton) war eine polnische Fürstin, Künstlerin und Kunstsammlerin. Sie entstammte der Magnatenfamilie Czartoryski.

## Leben
Izabella war die Tochter des Fürsten Adam Jerzy Czartoryski und seiner Frau Anna Zofia Sapieżanka. Sie wuchs in Paris auf, wo sie sich mit ihren Eltern im Hôtel Lambert engagierte. Sie sammelte seit ihrer Kindheit Kunst und betätigte sich selbst als Malerin. 1857 heiratete sie den Großgrundbesitzer Johann von Dzialynski, die Ehe blieb kinderlos. Sie bereiste den Orient, den Maghreb, Palästina, Ägypten und Europa. Später baute sie das Schloss Gołuchów ihres Ehemannes als Kunstmuseum aus. Sie wurde im Mausoleum im Schlosspark beigesetzt.